# 969

## Събития
- Втори последователен поход на Киевска Рус срещу България. Цар Петър (927 – 969) се оттегля в манастир и умира по-късно.

## Родени
- Олаф I, крал на Норвегия

## Починали
- 11 юли – Олга Киевска, княгиня на Киев
- 11 декември – Никифор II Фока, византийски император